# Júlio César Ribeiro de Sousa
Júlio César Ribeiro de Sousa   (Acará, 13 de juny de 1843 - Acará, 14 d'octubre de 1887) -escrit, segons les regles ortogràfiques de l'època, Júlio Cézar Ribeiro de Souza- va ser un inventor, aviador, militar i escriptor brasiler, precursor de la dirigibilitat aèria en la dècada del 1880.

## Biografia
Nascut en una família humil, va entrar en el seminari del Carmo a Belém, la capital del Pará. Va allistar-se a l'exèrcit l'any 1861 i va traslladar-se a Rio de Janeiro per incorporar-se a l'Escola Militar. El 1866 va ser enviat a combatre a la Guerra de la Triple Aliança, en el front de Montevideo. El 1870, un cop enllestit el conflicte armat contra el Paraguai, va tornar a Pará. Allà va dedicar-se al periodisme i va escriure poesia, mentre començava a estudiar ciències aeronàutiques.

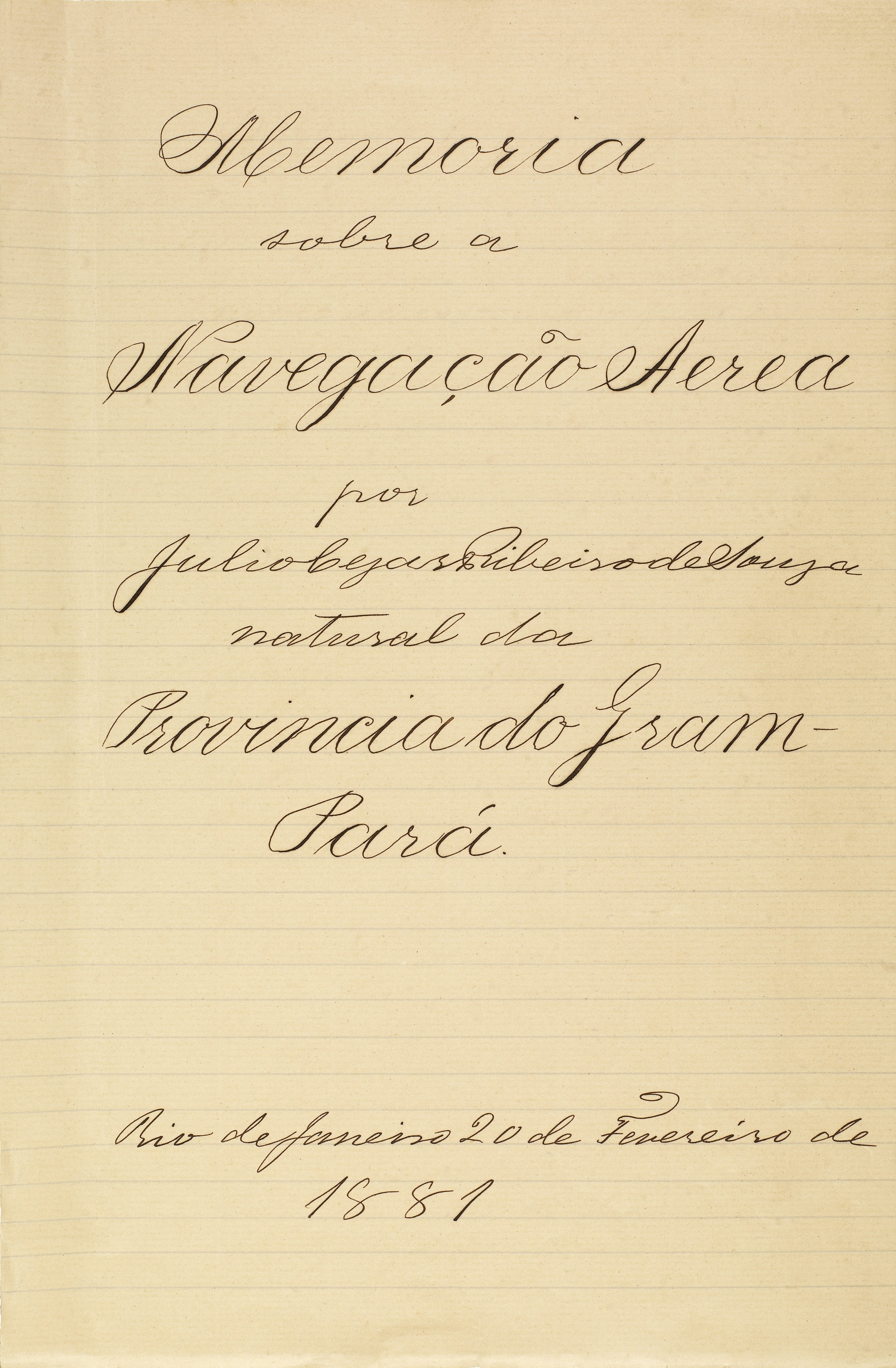
Portada manuscrita de la Memória sobre a Navegação Aérea.

L'any 1881 va completar la Memòria de la Navegació Aèria, on va plasmar-hi les seves teories sobre la construcció de dirigibles, proposant un innovador format asimètric. Va tenir una bona acollida a l'Institut Politècnic Brasiler i va obtenir finançament públic per a desenvolupar-les. Va viatjar a París, on va encarregar la construcció del globus Le Victoria, batejat en honor a la seva dona, Victoria do Valle. Els dies 8 i 12 de novembre va fer els primers vols de prova en territori francès, demostrant que l'aparell també podia avançar a contravent. De tornada al Brasil, el dia de Nadal va fer una exhibició a Pará, i el 29 de març de 1882, va realitzar una nova prova a Rio. Malauradament, en aquesta darrera va patir un accident i el globus va resultar greument avariat.
L'èxit assolit amb Le Victoria va proporcionar-li més fons, amb els que va tornar un nou globus. El Santa Maria de Belém feia 52 m d'alçada i 10,4 m de diàmetre. El vol d'estrena havia de tenir lloc el 12 de juliol de 1884, en la plaça de la catedral de Belém. Els inexperts operaris encarregats de treballar amb l'hidrogen del globus van causar danys en l'aparell, havent d'avortar l'enlairament. Setmanes més tard, els francesos Charles Renard i Arthur Constantin Krebs, a bord del La France, van reeixir enlairant un globus amb circuit tancat. Ribeiro de Souza va escriure un article defensant que havia estat víctima de plagi per part de Renard i Krebs, donat les múltiples similituds entre els dissenys dels seus aparells i el del La France. A més, en la construcció de tots tres havia intervingut el mateix enginyer, Henri Lachambre. El text del brasiler va ser reproduït en la premsa francesa i anglesa.
El 1886 va tornar a França per crear un nou globus, el Cruzeiro. Aprofitant l'estada a París, va proposar un debat amb Renard i Krebs, bé a la Sorbona o a l'Acadèmia Francesa de les Ciències, però aquests no van respondre la invitació.
Sense haver pogut reeixit en la nova empresa i sense haver pogut defensar el seu nom, va tornar a Pará on va viure de manera discreta. Va morir-hi poc després, el 14 d'octubre de 1887, víctima del beri-beri, una malaltia del sistema nerviós provocada per una deficiència de tiamina.

## Homenatges
En virtut de la Llei Federal núm. 12.446, de 2011, el Congrés Nacional del Brasil va decretar la inscripció de Ribeiro de Sousa en el Llibre dels Herois i Heroïnes de la Pàtria, un memorial cenotàfic situat dintre del Panteó de la Pàtria i de la Llibertat Tancredo Neves de Brasília, creat per honorar la memòria de les persones que millor van servir en la construcció i defensa del país.
Horácio Higuchi va realitzar el documental O Homem do Balão Extravagante ou as Tribulações do Paraense que Quase Voou (2005), on va repasar les creacions de l'inventor paraense.
A més de tenir carrers i places dedicades, l'aeroport de Belém va ser batejat amb el seu nom l'any 2010.